# دیان چاند
دیان چاند (به هندی: ध्यानचंद सिंह - Dhyan Chand) ورزشکار مرد رشتهٔ هاکی روی چمن اهل کشور هند است. وی در بین سال‌های ‎۱۹۲۸ تا ۱۹۳۶ میلادی در مسابقات بازی‌های المپیک تابستانی در مجموع ۳ مدال طلا را کسب کرد.